# Obserwatorium Europejskich Stosunków Przemysłowych
Obserwatorium Europejskich Stosunków Przemysłowych (w skrócie EIRO od ang. The European Industrial Relations Observatory) – instrument monitorujący, oferujący wiadomości i analizy dotyczące stosunków przemysłowych w Unii Europejskiej. Obserwatorium to projekt Europejskiej Fundacji na rzecz Poprawy Warunków Życia i Pracy. EIRO powstało w 1997 roku. Jego celem jest zbieranie, analiza i rozpowszechnianie informacji dotyczących najnowszych zmian w stosunkach przemysłowych w Europie.

## Jak funkcjonuje EIRO?
EIRO to sieć uznanych organizacji badawczych w Unii Europejskiej, krajów kandydujących oraz Norwegii.
Obserwatorium nadzorowane jest przez Komitet Doradczy składający się z reprezentantów pracowników, związków zawodowych, rządów Krajów Członkowskich UE oraz Komisji Europejskiej. Głównym zadaniem Komitetu jest zapewnienie wysokiej jakości i obiektywności informacji.